# Civilization III
Civilization III est un jeu vidéo édité en 2001, qui fait appel à de nombreuses notions de microgestion et de stratégie ; c'est le troisième volet de la série Civilization supervisée par Sid Meier.
Civilization III a été enrichi par deux extensions : Civilization III: Play the World (2002) puis Civilization III: Conquests (2003) ; elles permettent de jouer sur Internet et contiennent plusieurs nouveautés (peuples supplémentaires, nouvelles technologies, nouveaux bâtiments, merveilles additionnelles, modifications des caractéristiques de civilisations ou d'unités…).

## Principes généraux
Le joueur conduit une civilisation depuis ses plus humbles débuts, en 4000 av. J.-C., jusqu'aux premières décennies du XXIe siècle ; durant cette longue période, le joueur doit tenter d'établir la suprématie de sa civilisation confrontée à d'autres empires. Pour s'imposer, chaque protagoniste devra étendre son territoire en fondant de prestigieuses cités, en exploitant ses ressources naturelles, en développant ses armées et son réseau diplomatique, en faisant du commerce, en diffusant sa culture, et en essayant de toujours être à la pointe de la technologie.
Pour suivre l'évolution de sa civilisation, le joueur dispose de conseillers (qui l'informent de la situation à l'intérieur de ses villes, de sa situation commerciale, de sa situation militaire, de ses relations diplomatiques, de son influence culturelle, et de ses progrès scientifiques), de rapports (qui l'informent des merveilles déjà construites, des cinq plus grandes villes du monde, des performances relatives de sa civilisation comparée aux autres civilisations, de l'état d'avancement de son palais, et — quand ce projet aura commencé — de l'avancement du vaisseau spatial), ainsi que d'une aide en ligne appelée Civilopédia.
Pour gagner, le joueur peut détruire tous ses ennemis, ou conquérir 66 % des terres émergées, ou être le premier à envoyer un vaisseau spatial vers Alpha Centauri, ou se faire élire à la tête des Nations unies en obtenant la majorité absolue des voix (chaque civilisation dispose d'une voix lors du vote), ou démontrer sa suprématie culturelle (simulée en accumulant des points de culture). Si personne ne l'emporte avant la dernière année de jeu, le vainqueur est celui qui dispose du plus haut score final, qui dépend de nombreux paramètres, dont notamment le nombre de citoyens heureux et satisfaits (spécialistes inclus), de l'étendue du territoire, et du nombre de découvertes futuristes en plus de celles disponibles dans l'arbre technologique.

## Système de jeu

### Terrains et ressources du monde

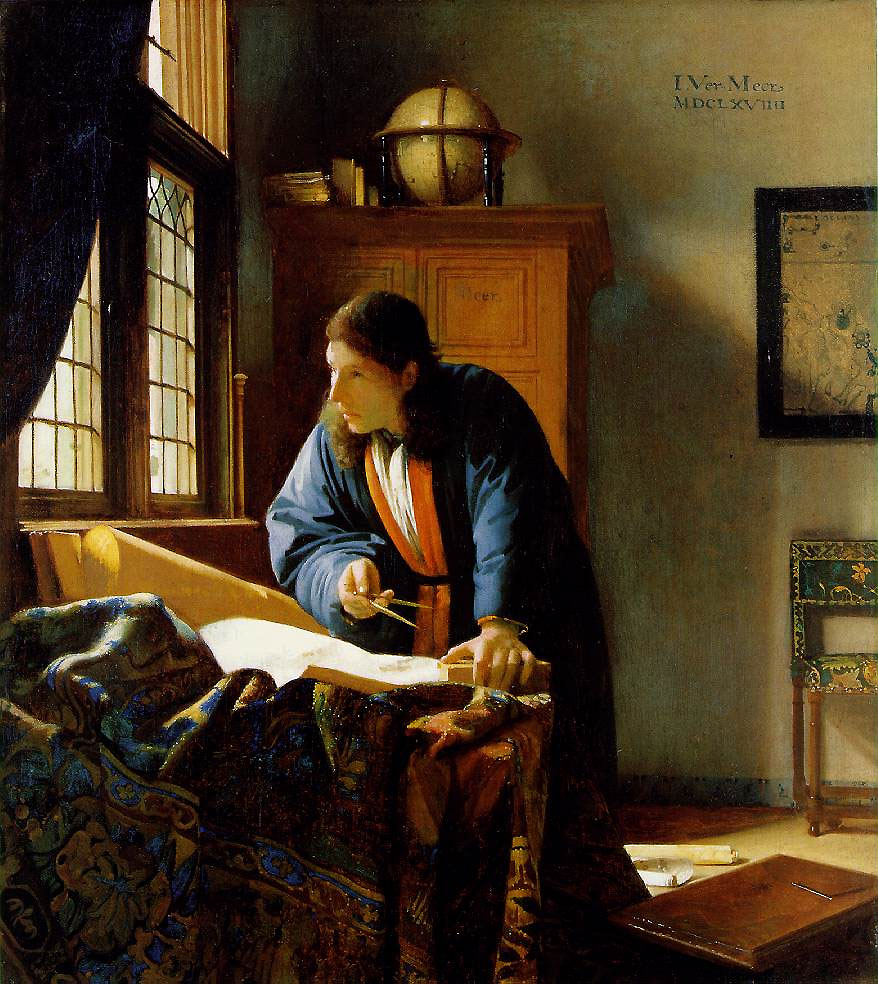
Une bonne connaissance de la géographie est indispensable pour bien positionner ses villes et exploiter les ressources naturelles (« Le Géographe », de Vermeer, 1669).

La carte du monde est découpée en carrés où chaque case représente un terrain différent : colline, désert, forêt, jungle, montagne, plaine, plaine inondée, prairie, toundra, côte, mer, ou océan. Ces terrains fournissent des ressources naturelles : matériaux de construction (représentés par des boucliers), nourriture (représentée par des épis de blé), et revenus commerciaux (représentés par des pièces d'or) ; des ressources bonus (baleine, bétail, blé, gibier, or, poisson), des ressources stratégiques (aluminium, caoutchouc, charbon, chevaux, fer, pétrole, salpêtre, uranium), ou des produits de luxe (encens, épices, fourrures, gemmes, ivoire, soie, teintures, vin) peuvent augmenter les ressources fournies par une case de terrain. En outre, les ressources stratégiques sont indispensables pour pouvoir construire certaines unités (ainsi, il faut du fer pour fabriquer des épéistes) et les produits de luxe accroissent le bonheur de la population ; ces deux catégories de ressources peuvent être échangées entre joueurs.
L'exploration du monde joue un rôle primordial : en début de partie, le joueur ne connait que quelques cases autour de lui (tout le reste est caché) ; il doit donc envoyer ses unités découvrir la zone qui l'entoure pour établir de premiers contacts avec des tribus barbares, plus ou moins hostiles, ou avec d'autres civilisations. La connaissance du terrain permet au joueur de bien positionner ses villes, qui représentent la seule façon de collecter les ressources naturelles pour les exploiter : les matériaux de construction serviront à construire des bâtiments et des unités, la nourriture permettra à la population d'augmenter puis d'exploiter plus de ressources, et les revenus commerciaux serviront soit à remplir les caisses du trésor, soit à financer la recherche scientifique ; les ressources stratégiques n'apparaissent sur la carte que lorsque la technologie permet de les utiliser (cela simule l'aspect logique de ne pas s'intéresser à une matière première quand on ne sait pas s'en servir).
Le jeu propose plusieurs options de personnalisation de la planète qui modifieront la répartition et les proportions des différents terrains : taille du monde (minuscule, petit, standard, vaste, gigantesque), répartition des terres et couverture océanique (80 %, 70 % ou 60 % d'océan ; archipel, continents, Pangée), climat (aride, normal, humide), température (froide, tempérée, chaude), âge (3, 4, 5 milliards d'années), et niveau d'agitation des barbares (sédentaires, nomades, agités, déchainés) ; tous ces paramètres peuvent être réglés sur « aléatoire ». Le nombre maximal de civilisations dépend de la taille du monde.

### Civilisations

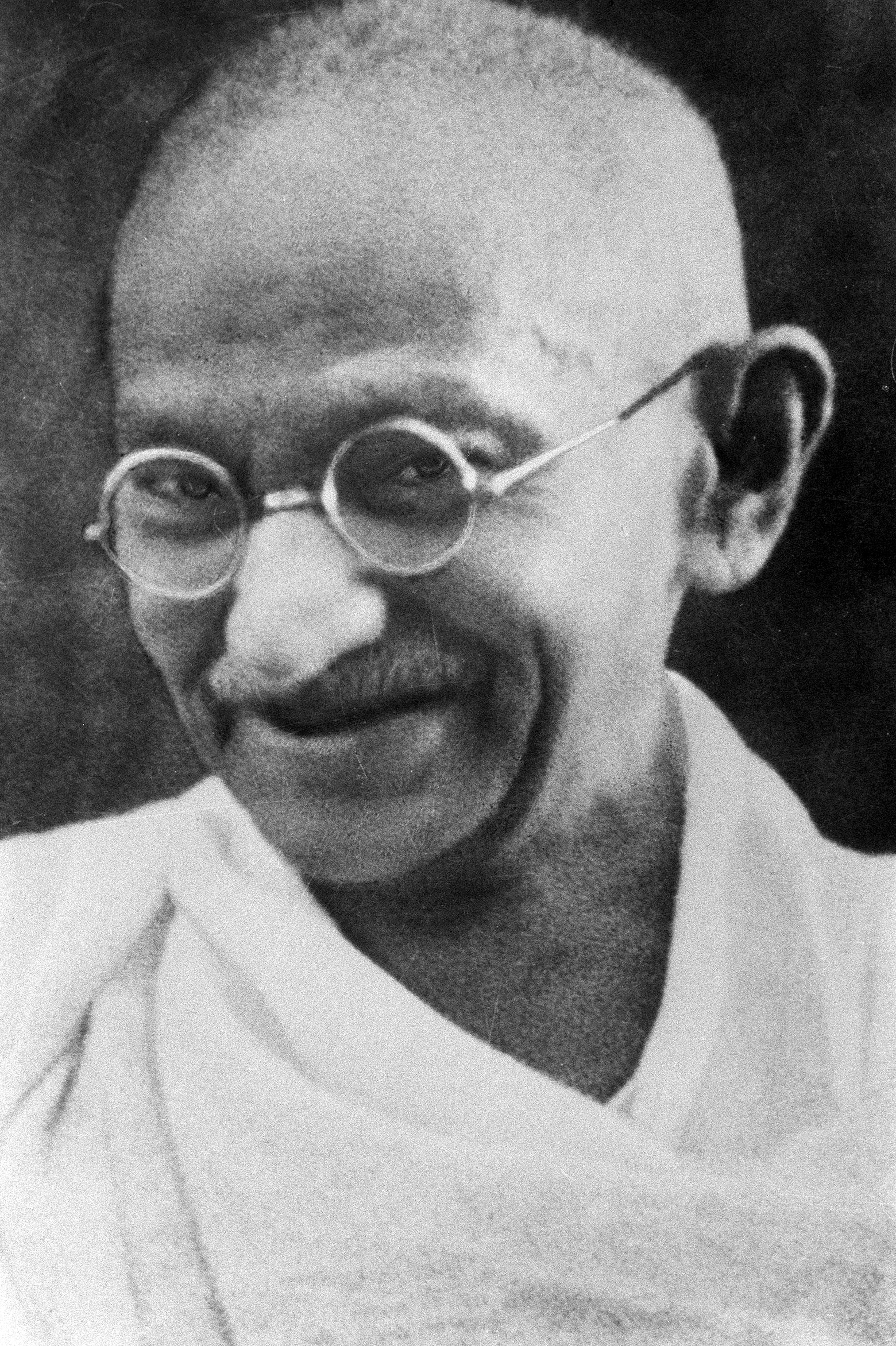
Le mahatma Gandhi, dirigeant des Indiens (photo de 1942).

Chaque civilisation dispose d'une unité militaire spécifique, qui remplace avantageusement une unité standard, et de deux caractéristiques prédéfinies parmi la liste suivante :
- commerçante : dans les villes, le commerce est amélioré et la corruption est réduite ; une civilisation commerçante commence la partie en connaissant l'alphabet.
- expansionniste : la civilisation commence la partie avec une unité d'éclaireurs, qui se déplace rapidement, et peut en construire d'autres ; les barbares sont plus amicaux ; une civilisation expansionniste commence la partie en maitrisant la poterie.
- industrieuse : la production industrielle des villes est supérieure ; les unités de travailleurs réalisent leurs tâches plus rapidement ; une civilisation industrieuse commence la partie en maitrisant la maçonnerie.
- militariste : les bâtiments militaires sont moins chers à construire ; les unités militaires gagnent de l'expérience plus rapidement et les héros apparaissent plus souvent après un combat ; une civilisation militariste commence la partie avec le code du guerrier.
- religieuse : les bâtiments religieux sont moins chers à construire ; la période d'anarchie durant une révolution est réduite à un tour ; une civilisation religieuse commence la partie en maitrisant le rite funéraire.
- scientifique : les bâtiments scientifiques sont moins chers à construire ; une nouvelle technologie est offerte au début de chaque époque ; une civilisation scientifique commence la partie en connaissant le travail du bronze.

| Civilisation | Dirigeant          | Caractéristiques             | Unité militaire spécifique (unité remplacée) | Avantage de l'unité spécifique                       | Capitale     |
| ------------ | ------------------ | ---------------------------- | -------------------------------------------- | ---------------------------------------------------- | ------------ |
| Allemagne    | Otto von Bismarck  | Scientifique, militariste    | Panzer (char d'assaut)                       | Déplacement plus rapide                              | Berlin       |
| Angleterre   | Élisabeth Ire      | Commerçante, expansionniste  | Vaisseau de ligne (frégate)                  | Meilleure attaque, bombardement plus puissant        | Londres      |
| Aztèques     | Moctezuma II       | Religieuse, militariste      | Guerrier jaguar (guerrier)                   | Déplacement plus rapide                              | Tenochtitlan |
| Babylone     | Hammurabi          | Scientifique, religieuse     | Archer babylonien (archer)                   | Meilleure défense                                    | Babylone     |
| Chine        | Mao Zedong         | Militariste, industrieuse    | Combattant à cheval (chevalier)              | Déplacement plus rapide                              | Pékin        |
| Égypte       | Cléopâtre VII      | Religieuse, industrieuse     | Char de guerre égyptien (char antique)       | Meilleure attaque                                    | Thèbes       |
| États-Unis   | Abraham Lincoln    | Expansionniste, industrieuse | F-15 (chasseur à réaction)                   | Bombardement plus puissant, cadence de tir augmentée | Washington   |
| France       | Jeanne d'Arc       | Commerçante, industrieuse    | Mousquetaire (arquebusier)                   | Meilleure attaque, peut bombarder                    | Paris        |
| Grèce        | Alexandre le Grand | Scientifique, commerçante    | Hoplite (lancier)                            | Meilleure défense                                    | Athènes      |
| Inde         | Mahatma Gandhi     | Commerçante, religieuse      | Éléphant de guerre (chevalier)               | Plus de points de vie                                | Delhi        |
| Iroquois     | Hiawatha           | Expansionniste, religieuse   | Guerrier à cheval (cavalier)                 | Meilleure attaque                                    | Salamanca    |
| Japon        | Tokugawa Ieyasu    | Militariste, religieuse      | Samouraï (chevalier)                         | Meilleure défense                                    | Kyoto        |
| Perse        | Xerxes Ier         | Scientifique, industrieuse   | Immortels (épéiste)                          | Meilleure attaque                                    | Persépolis   |
| Rome         | Jules César        | Militariste, commerçante     | Légionnaire (épéiste)                        | Meilleure défense                                    | Rome         |
| Russie       | Catherine II       | Expansionniste, scientifique | Cosaque (cavalerie)                          | Meilleure défense                                    | Moscou       |
| Zoulous      | Shaka              | Militariste, expansionniste  | Impi (lancier)                               | Meilleure défense                                    | Zimbabwe     |

La victoire d'une unité militaire spécifique peut déclencher l'âge d'or d'une civilisation, qui voit durant 20 tours ses productions agricoles, industrielles et commerciales considérablement augmenter ; cette période ne peut se déclencher qu'une seule fois par partie et par civilisation.

### Villes: population, bâtiments et merveilles

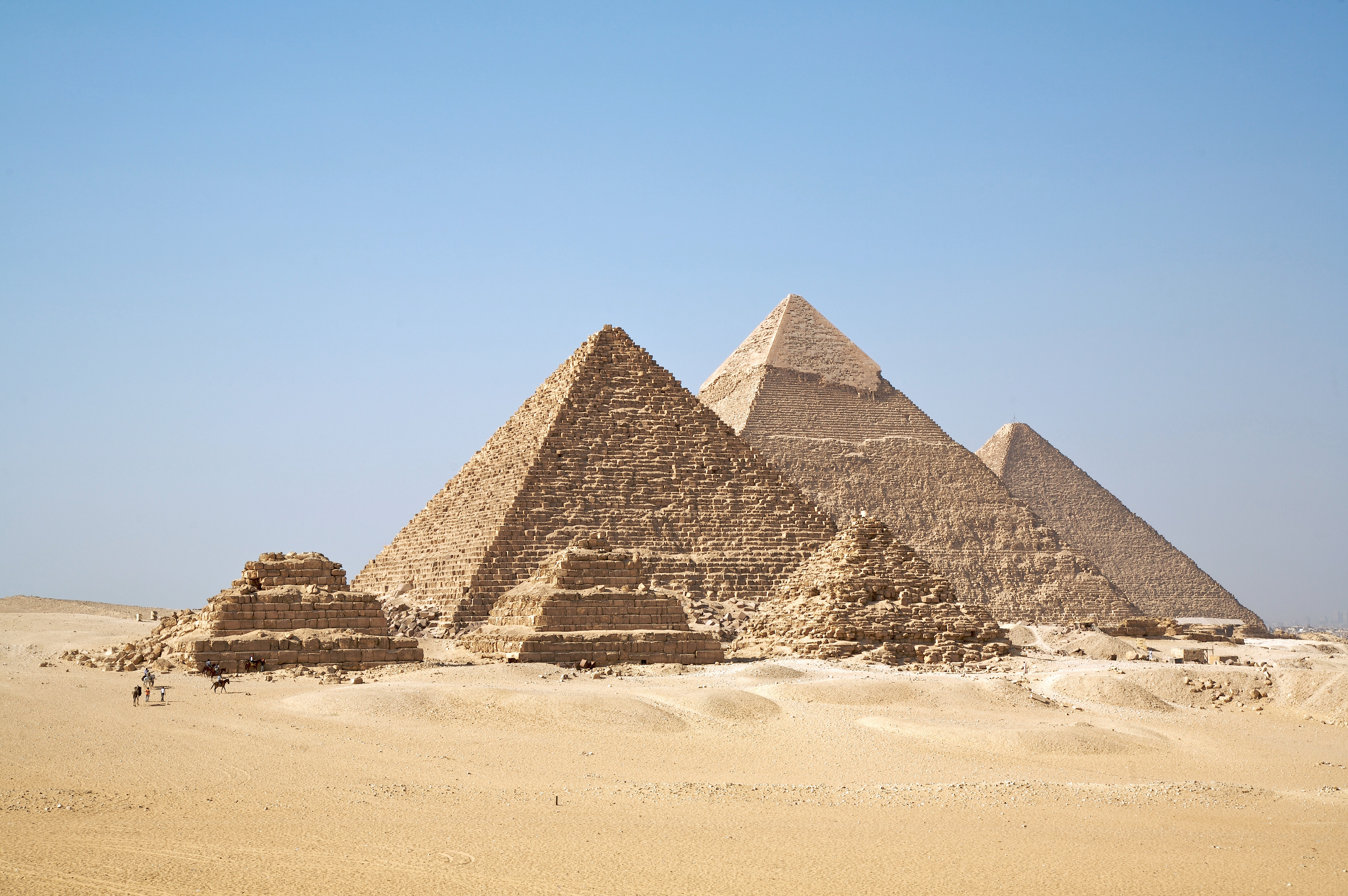
Les pyramides représentent une merveille emblématique de la série Civilization.

La taille de chaque ville est simulée par un nombre de citoyens. Chaque citoyen sert à collecter les ressources à proximité de la ville ou peut se spécialiser : un scientifique augmente la recherche, un percepteur augmente la quantité d'or, et un amuseur augmente la satisfaction d'un autre citoyen de la cité.
Le bonheur de la population d'une ville dépend de la taille de la ville, du nombre d'amuseurs dans la ville, et des produits de luxe amenés dans la ville. Si le joueur a opté pour une démocratie ou une république, le mécontentement de la population peut augmenter en cas de guerre. Les citoyens mécontents ne font rien mais, s'ils deviennent majoritaires, peuvent provoquer des émeutes qui réduisent à néant la production locale. Enfin, lorsque le joueur s'empare une ville ennemie, une fraction de la population mécontente est représentée sous forme d'opposants.
Dans les villes, le joueur construit les bâtiments et les unités qui l'aident à développer son empire, et les merveilles qui lui donnent des bonus significatifs :
- une cinquantaine de bâtiments permettent d'améliorer la production agricole de la ville et la croissance de la population, de produire des unités militaires expérimentées, d'augmenter le commerce et la recherche, et d’accroître l'influence culturelle de son empire ;
- les Merveilles du monde donnent à une civilisation un avantage important ; les grandes merveilles ne peuvent être construites qu'une seule fois par partie ; les petites merveilles peuvent être bâties par toutes les civilisations, mais leurs effets sont moindres.

La construction d'une merveille du monde peut déclencher l'âge d'or d'une civilisation (dépend des caractéristiques de la merveille et des attributs de la civilisation).

### Unités
Le joueur contrôle de nombreuses unités, que l'on peut séparer en deux catégories :
- les unités civiles, représentées par des colons (qui permettent de fonder de nouvelles villes), des travailleurs (qui aménagent le territoire : routes, irrigations, etc.), ou des héros (qui permettent de constituer des armées ou d'accélérer les travaux en ville) ;
- les unités militaires (soixante-cinq en tout, du simple guerrier armé d'une hache jusqu'au missile balistique intercontinental) servent à combattre les adversaires et possèdent
  - un potentiel d'attaque,
  - un potentiel de défense (éventuellement modifié par le terrain sur lequel stationne l'unité attaquée),
  - un nombre de points de mouvement,
  - un nombre de points de vie (l'unité est détruite quand ceux-ci sont à zéro),
  - un niveau d'expérience (conscrit, standard, vétéran et élite ; à chaque niveau, l'unité gagne un point de vie),
  - et parfois de capacités spéciales (ex. : bombardement — attaque à distance sans possibilité de riposte —, furtivité — les adversaires ne peuvent pas voir l'unité —, assaut amphibie — possibilité d'attaquer une terre à partir d'un navire —, etc.).

Le joueur peut aussi construire des armées s'il dispose d'un héros ou d'une ville dans laquelle se trouve l'Académie militaire. Une armée est une unité capable d'accueillir trois (ou quatre, si le joueur a construit le Pentagone) unités militaires ; elle se déplace plus vite, voit plus loin, et attaque plusieurs fois par tour ; chaque unité à l'intérieur de l'armée conserve ses coefficients d'attaque et de défense, et l'armée n'est détruite que lorsque la dernière unité du groupe est détruite.

### Recherche scientifique

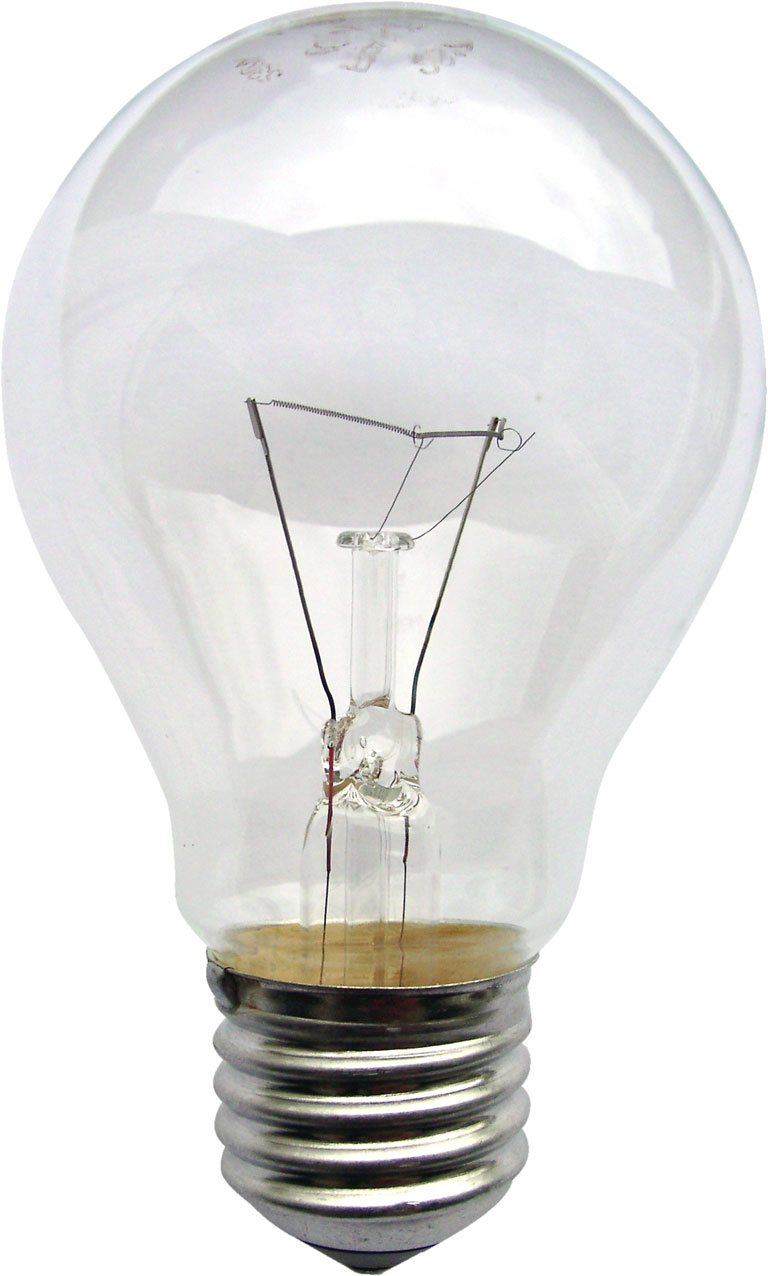
Fiat Lux : une ampoule symbolise souvent une idée nouvelle.

L'arbre technologique de Civilization III est divisé en 4 périodes historiques : Antiquité, Moyen Âge, époque industrielle, technologies futures. La recherche permet les grandes découvertes faisant évoluer durablement une civilisation et permettant d'acquérir des armes de plus en plus modernes ; il existe dans ce jeu quatre-vingt-deux technologies, comme l'écriture, la poudre à canon, l'imprimerie, l'électricité, etc.
De plus, quatre découvertes représentent des changements politiques importants par rapport au despotisme du début de partie : monarchie, république, démocratie, communisme ; chaque mode de gouvernement présente des avantages et des inconvénients : un gouvernement despotique pourra entretenir de grandes armées et se servira de la loi martiale pour maintenir l'ordre, mais la productivité sera réduite et la corruption implacable ; des gouvernements plus permissifs, comme la république, permettent des revenus accrus, mais limitent les ambitions expansionnistes. Le passage d'un régime à l'autre s'effectue par une révolution entrainant une période d'anarchie de durée variable.

### Diplomatie et espionnage
Le joueur devra tisser des liens avec les autres peuples qui le côtoient ; après avoir payé pour établir une ambassade auprès d'un dirigeant, il pourra faire plusieurs propositions : déclaration de guerre, traité de paix, alliance, pacte de protection mutuelle, droit de passage, mise en relation avec une autre civilisation, accord commercial, embargo commercial, échange de travailleurs, échange de technologies, échange d'or, échange de cartes géographiques, et échange de villes.
Le joueur peut également mener des opérations d'espionnage contre ses adversaires : connaissance de ce que produit une ville ennemie, vol d'une technologie, propagande dans une ville ennemie, empoisonnement de la population d'une ville ennemie, plan de stationnement des unités ennemies, vol de la carte du monde que connait la civilisation visée, ou tentative de contre-espionnage pour débusquer les espions ennemis.

## Musique
Une partie de la musique du jeu est inspirée de reconstitutions d'authentiques musiques anciennes. C'est notamment le cas pour l'une des musiques de l'époque antique, inspirée des Fragments instrumentaux de Contrapollinopolis[réf. souhaitée].

## Nouveautés par rapport àCivilization II
Ce troisième opus apporte plusieurs nouveautés par rapport à son prédécesseur Civilization II :
- le palais, les bâtiments religieux (temple, cathédrale), scientifiques (bibliothèque, université, laboratoire de recherche), de loisir (colisée), et les merveilles produisent de la culture, matérialisée par une zone d'influence autour de chaque ville ; les territoires à l'intérieur de ces limites culturelles définissent les frontières de la civilisation ;
- il existe désormais des ressources stratégiques, nécessaires pour construire certaines unités (par exemple : le fer pour construire des épéistes), et des produits de luxe qui améliorent la satisfaction de la population ; une civilisation ne peut utiliser ces ressources que si elle y est reliée par une route commerciale (terrestre, maritime, aérienne) ;
- les fleuves coulent désormais en bordure de case et n'occupent donc plus une case spécifique, et ils n'accélèrent plus le déplacement des unités qui les longent ;
- chaque civilisation possède désormais deux attributs prédéterminés qui lui donnent des bonus particuliers ;
- les statuts des unités militaires augmentent désormais le nombre de points de vie des unités, et non les potentiels en attaque et en défense ;
- la notion de « zone de contrôle » a disparu, mais les unités les plus rapides peuvent endommager des unités plus lentes qui passent à proximité ;
- les caravanes ont disparu ; le commerce entre nations se décide désormais via des accords diplomatiques ;
- l'unité « diplomate » a disparu et il n'est plus possible de corrompre les unités ennemies ;
- l'efficacité des travailleurs augmente au fil des découvertes ;
- enfin, les sénats des républiques et des démocraties ne sont plus des obstacles à la guerre ; par contre, tout conflit attisera l'insatisfaction de la population, pouvant mener à des situations insurrectionnelles dangereuses.

## Adaptation
Civilization III a été adapté en jeu de société en 2002 sous le titre Civilization.

## Accueil
| Civilization III      |      |       |
| Média                 | Pays | Notes |
| Computer Gaming World | US   | 5/5   |
| Gamekult              | FR   | 8/10  |
| GameSpot              | US   | 92 %  |
| Gen4                  | FR   | 4/6   |
| Jeuxvideo.com         | FR   | 17/20 |
| Joystick              | FR   | 90 %  |